# Márcio May
Márcio May (Salete, Santa Catarina, 22 de maig de 1972) va ser un ciclista brasiler. En el seu palmarès destaquen quatre edicions del Tour de Santa Catarina. Va participar en tres Jocs Olímpics (Barcelona 92, Atlanta 96 i Atenes 04).

## Palmarès
- 1992
  - 1r a la Prova Ciclística 9 de Julho
- 1997
  - 1r al Tour de Santa Catarina
- 1998
  - 1r al Tour de Santa Catarina
- 1999
  - Vencedor d'una etapa de la Volta a Xile
- 2002
  - 1r al Tour de Santa Catarina
  - Vencedor d'una etapa de la Volta a Xile
  - Vencedor d'una etapa del Tour de Santa Catarina
  - Vencedor d'una etapa de l aVolta a Rio de Janeiro
- 2003
  - 1r a la Volta de Goiás i vencedor de 2 etapes
- 2004
  - 1r a la Volta a Rio de Janeiro i vencedor d'una etapa
  - Vencedor de 2 etapes de la Volta a l'Estat de São Paulo
- 2005
  - 1r al Tour de Santa Catarina i vencedor d'una etapa
- 2006
  - 1r a la Volta de Goiás i vencedor de 2 etapes
  - 1r a la Volta del Paranà i vencedor d'una etapa